# Prosthechea lindenii
Prosthechea lindenii là một loài thực vật có hoa trong họ Lan. Loài này được (Lindl.) W.E.Higgins miêu tả khoa học đầu tiên năm 1997.